# Druga podróż Jamesa Cooka

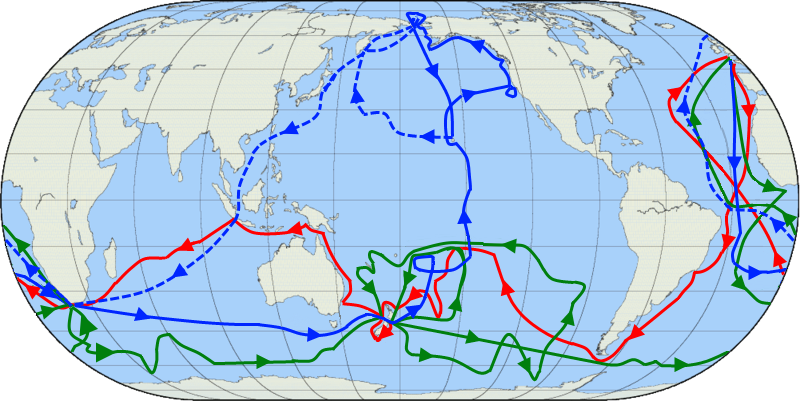
Trasa trzech podróży Jamesa Cooka. Pierwsza zaznaczona jest na czerwono, druga na zielono, a trzecia na niebiesko. Przerywana niebieska linia to powrót ekspedycji Cooka po jego śmierci.

Druga wyprawa Jamesa Cooka – brytyjska wyprawa odkrywcza kierowana przez Jamesa Cooka, przeprowadzona w latach 1772–1775 na dwóch statkach: „Resolution” oraz „Adventure”. Celem wyprawy było dowiedzenie, czy istnieje wielki kontynent południowy lub Terra Australis. W tym celu załogi statków trzykrotnie przekraczały koło podbiegunowe południowe. Ostatecznie nie udało się wykazać istnienia jakiegokolwiek lądu na południu – Cook nie odrzucił jednak możliwości istnienia mniejszego niż wcześniej oczekiwano kontynentu pokrytego w całości lodem. Podczas wyprawy odkryto i opisano po raz pierwszy szereg wysp, w tym Nową Kaledonię, Norfolk, Georgię Południową oraz Sandwich Południowy.

## Przygotowania

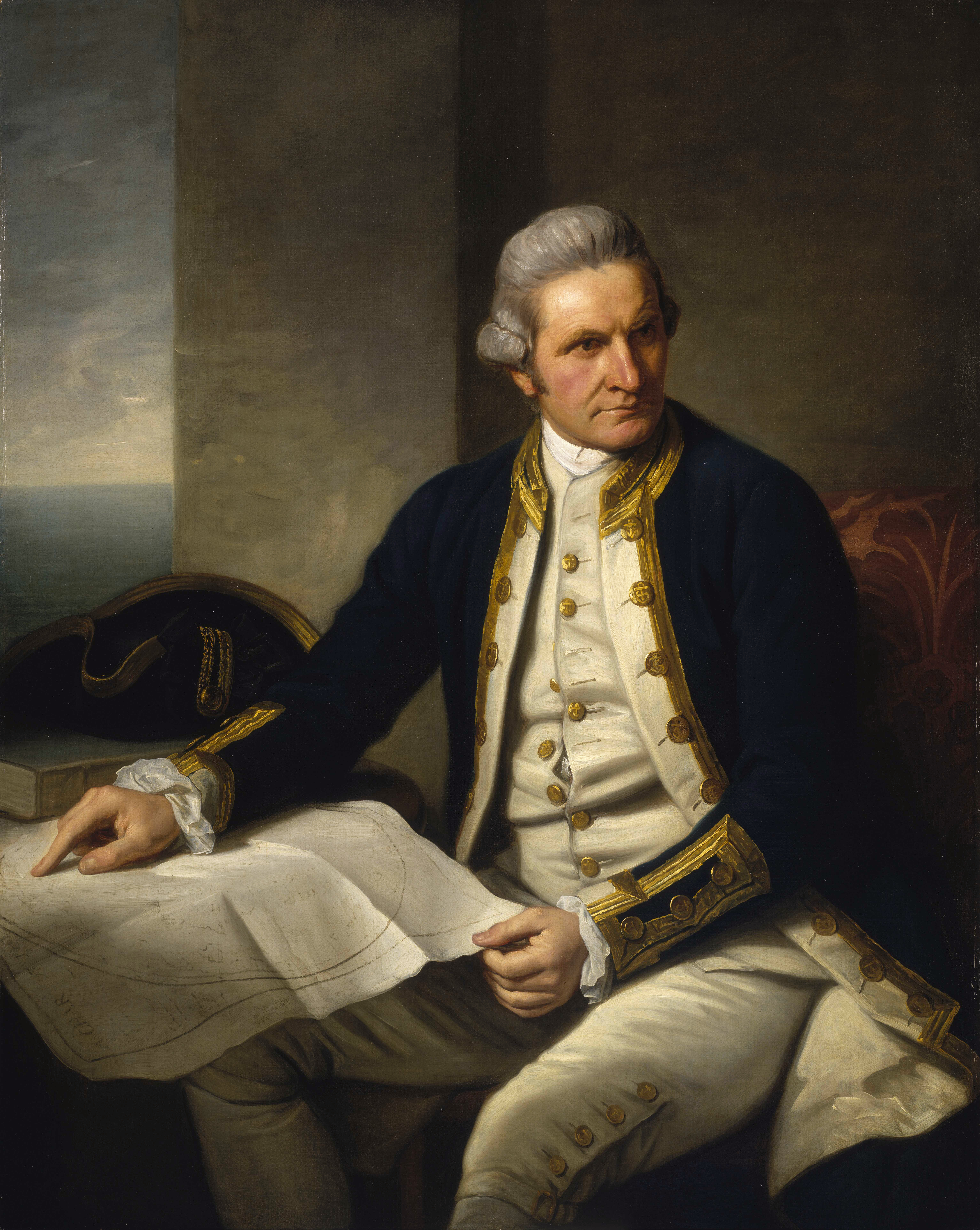
Portret Jamesa Cooka autorstwa Nathaniela Dance-Hollanda

Jednym z głównych punktów prac nad organizacją wyprawy był zakup i przygotowanie statków. W podróż wyruszyć miały dwie jednostki. Z uwagi na dużą przestrzeń załadunkową, niezwykle istotną przy tego typu ekspedycjach, Cook zdecydował się pozyskać barki tego samego typu co towarzyszący mu w poprzedniej wyprawie „Endeavour”. Oba żaglowce również pochodziły z Whitby i w momencie zakupu miały ok. 14-16 miesięcy. Sprzedawcą był William Hammond z Hull. Kapitanem większego statku, nazwanego „Resolution”, został sam James Cook. Załogą drugiego o nazwie „Adventure” miał zaś dowodzić Tobias Furneaux. Załoga pierwszego żaglowca składała się ze 112 osób (w tym kapitan i 3 oficerów), a drugiego z 81 osób (w tym kapitana i 2 oficerów). Na pokładzie każdego okrętu znajdowali się także: cieśla, artylerzysta, chirurg, płatnerz, żaglomistrz, kucharz oraz bębniarz. Większość z nich dysponowała kilkoma pomocnikami. Do udziału w wyprawie zaangażowano także malarza Williama Hodgesa, którego zadaniem było sporządzać na bieżąco rysunki przedstawiające odwiedzane miejsca.
Na statkach umieszczono zapasy, które wystarczyć miały na 2,5 roku podróży. Wśród przygotowanych produktów znajdowały się i takie, które – zdaniem współczesnych – miały ograniczać ryzyko wystąpienia szkorbutu. Do pozostałego wyposażenia statków należały: rama do przygotowania łódki; liny, sieci i haki służące do połowu ryb; medale i płacidła służące do prowadzenia wymiany z tubylcami; ciepłe ubrania oraz sprzęt do prowadzenia badań astronomicznych.

### Plany
James Cook otrzymał szczegółowe instrukcje dotyczące wyprawy 25 czerwca 1772 roku w Plymouth. Podróż na południe miała się odbyć w kilku etapach. Postoje celem uzupełnienia zapasów zaplanowano na Maderze oraz w okolicy Przylądka Dobrej Nadziei. Następnie statki miały się udać w kierunku przylądka dostrzeżonego w roku 1739 przez francuskiego podróżnika Jeana-Baptiste’a Bouveta. Po dotarciu do owego przylądka Cook miał zorientować się, czy stanowi on część większego lądu, czy tylko fragment wyspy. W pierwszym przypadku zalecono przeprowadzenie solidnych i różnorodnych badań, a także zorientowanie się, czy odkryte ziemie są zaludnione. Gdyby zaś przylądek okazał się przynależeć jedynie do wyspy albo nie udało się go odszukać, statki miały skierować się na wschód i następnie podjąć próbę dotarcia jak najdalej na południe (lub odkrycia brzegów południowego kontynentu). W razie pogorszenia się warunków pogodowych załogi miały zwrócić się na północ, uzupełnić zapasy w dowolnym miejscu i wraz z nastaniem bardziej sprzyjającej pogody znów podjąć drogę ku biegunowi południowemu. Ewentualne utracenie barka „Adventure” nie miało zakłócić przebiegu wyprawy.

## Przebieg

### Podróż do Nowej Zelandii
Podróż rozpoczęła się 13 lipca 1772 roku o godzinie 6:00 rano, kiedy zarówno „Resolution”, jak i „Adventure” wypłynęły z portu w Plymouth. 29 lipca obie załogi dotarły do Funchal na Maderze. W ciągu kolejnych kilku dni na statki załadowano dodatkowe zapasy wina i wody, po czym – 1 sierpnia – wyruszono w dalszą drogę. 4 sierpnia osiągnięto Wyspy Kanaryjskie. 10 sierpnia zorganizowano dodatkowy postój na wyspie Santiago w archipelagu Wysp Zielonego Przylądka. Dalsza podróż do Przylądka Dobrej Nadziei potrwała 11 tygodni. Uczestnicy wyprawy musieli w tym czasie zmagać się ze zmiennymi warunkami pogodowymi. Przylądek został osiągnięty 29 października. Na miejscu Cook oraz Furneaux spotkali się z niderlandzkim gubernatorem Joachimem van Plettenbergiem. Podczas pobytu na stałym lądzie statki zostały odmalowane. Dokonano także koniecznych napraw. Do załogi dołączył wreszcie przyrodnik Anders Sparrman, uczeń Karola Linneusza.
Statki ponownie wypłynęły w morze 22 listopada, kierując się ku koordynatom przekazanym przez wyprawę Bouveta. Problemem stawać zaczęły się gęste mgły oraz pokrywa lodowa. 17 stycznia 1773 roku załogi przekroczyły koło podbiegunowe południowe. Jako że nie udało się osiągnąć zamierzonego celu, a warunki pogodowe zaczęły się pogarszać, Cook podjął decyzję o zawróceniu na północ. Jednocześnie jednak statki kierować zaczęły się bardziej ku wschodowi. Temperatury – mimo szybkiego przemieszczania się ku cieplejszym strefom klimatycznym – spadły do takiego stopnia, że przez kilka dni woda na pokładzie pozostawała zamarznięta. 8 lutego, w warunkach słabej widoczności, załoga „Resolution” utraciła kontakt z okrętem „Adventure”. Po trwających kilkanaście godzin próbach ponownego dostrzeżenia drugiego statku, Cook zdecydował się płynąć dalej na północny wschód. Z uwagi na niesprzyjający wiatr nie powiodły się zamysły wylądowania na Tasmanii (znanej wówczas jako Ziemia van Diemena). Z tego powodu „Resolution” obrał kurs na Nową Zelandię. 26 marca statek wpłynął do fiordu Dusky Sound w zachodniej części Wyspy Południowej. Pierwszą aktywnością po osiągnięciu lądu było łowienie ryb oraz polowanie na foki. Pobyt w Dusky Sound trwał do 30 kwietnia. W tym czasie uczestnicy wyprawy uzupełnili zapasy wody oraz żywności (dzięki polowaniom na ptaki i foki), przeprowadzili rozpoznanie dotyczące środowiska naturalnego i ukształtowania terenu w odwiedzonym miejscu, a także weszli w kontakty z niewielkimi grupkami tubylców. Zadania powyższe ułatwiły długo utrzymujące się dobre warunki pogodowe.

### Pierwsza podróż po Oceanie Spokojnym

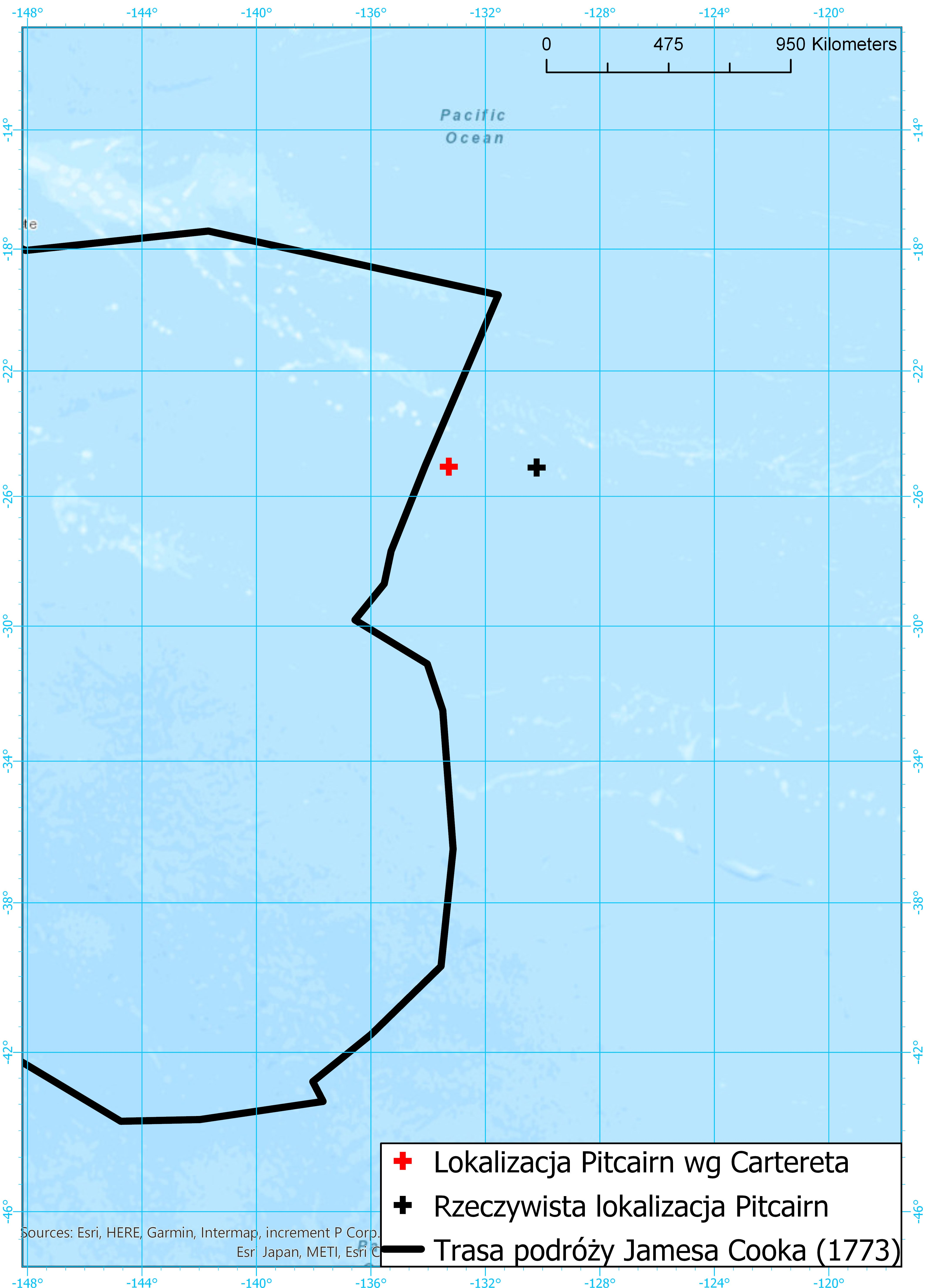
Trasa podróży Jamesa Cooka w roku 1773 wraz z oznaczoną pozycją wyspy Pitcairn

Po opuszczeniu Dusky Sound „Resolution” skierował się ku Zatoce Królowej Charlotty, gdzie oczekiwano spotkać załogę „Adventure”. 18 maja cel został osiągnięty. Drugi statek – tak jak przewidywano – kotwiczył tam od sześciu tygodni. Do Nowej Zelandii dotarł 7 kwietnia, wcześniej zatrzymując się na Tasmanii. 7 czerwca oba statki wypłynęły w dalszą podróż na południowy wschód. 11 czerwca przekroczony został południk 180° – tym samym Cook i jego podwładni znaleźli się na półkuli zachodniej. Niebawem rozpoczęto poszukiwania wyspy Pitcairn odkrytej w 1767 roku przez Philipa Cartereta. Z uwagi na błędne oznaczenie jej położenia przez brytyjskiego badacza, Cook nie był w stanie jej namierzyć. W międzyczasie duża część załogi barka „Adventure” zachorowała na szkorbut, przez co dla dowódcy wyprawy ważniejsze od eksploracji stało się znalezienie lądu stanowiącego dobrą bazę aprowizacyjną. Podjęto decyzję o zmianie kursu na północno-zachodni. 11 sierpnia ekspedycja dotarła do wysp Tuamotu, które jednak (z uwagi na fakt, iż większość z nich to atole) nie mogły zaspokoić potrzeb jej uczestników. Z tego też powodu, po oznaczeniu wcześniej nieopisanych wysp, wyprawa skierowała się dalej na południowy zachód.
15 sierpnia 1773 roku oba statki dotarły do wyspy Mehetia (wówczas znanej jako Osnaburg) w archipelagu Wysp Towarzystwa. Urządzono tam krótki postój, podczas którego wymieniono przywiezione płacidła na orzechy kokosowe, banany, pochrzyny i inne produkty. 24 sierpnia rozpoczęto trwającą dwa dni podróż do kolejnej wyspy, stanowiącej prawdziwy cel tego etapu podróży – Tahiti. Na bazę została wyznaczona zatoka Matavai. W dniach 2–3 września przeprawiono się po raz kolejny na niewielką odległość – na wyspę Huahine, odkrytą przez Cooka w roku 1769, podczas jego pierwszej wyprawy. Do załogi statku „Adventure” dołączył tam za pozwoleniem kapitana Furneaux Omai pochodzący z wyspy Raiatea, która stała się zresztą kolejnym celem ekspedycji. Na wszystkich odwiedzonych wyspach archipelagu powtarzał się ten sam schemat: kapitanowie wchodzili w kontakty z przywódcami zamieszkałych tam społeczności (nierzadko poznanymi podczas wcześniejszych wypraw Cooka), wymieniali płacidła na żywność i uczestniczyli w zabawach.
W połowie września załogi opuściły Wyspy Towarzystwa i skierowały się na zachód. Podczas dalszej drogi odkryta została nieznana dotąd wyspa. Cook nadał jej nazwę Wyspa Herveya na cześć admirała Augustusa Herveya. Dziś nazywa się ona Manuae i leży w archipelagu Wysp Cooka. 1 października osiągnięto Middleburg (dzisiejsza ʻEua w archipelagu Tonga), a niedługo później Amsterdam (dzisiejsza wyspa Tongatapu). 21 października dotarto zaś z powrotem do Nowej Zelandii. Kolejnego dnia załogi zaskoczył sztorm, który ponownie rozdzielił „Resolution” i „Adventure” – tym razem trwale. Gdy 1 listopada załoga Cooka wpływała do Zatoki Królowej Charlotty, Furneaux zdążył już ją opuścić. Furneaux podjął decyzję o powrocie do Wielkiej Brytanii przez Ocean Spokojny i wokół Przylądka Horn. Do Anglii statek „Adventure” dotarł 14 lipca 1774 roku.

### Druga podróż po Oceanie Spokojnym

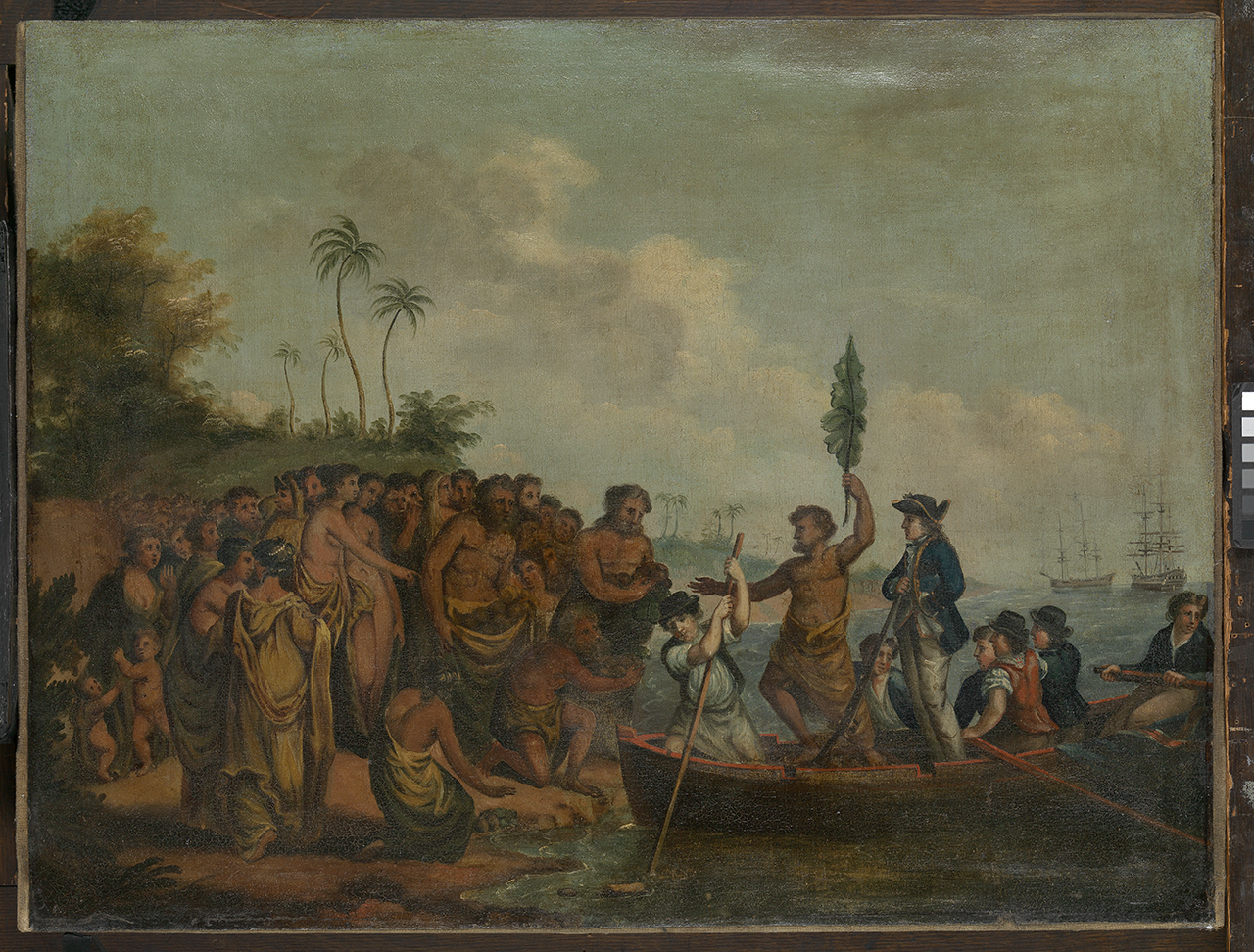
James Cook na Wyspach Towarzystwa, II poł. XVIII w.

26 listopada Cook wraz ze swoją załogą wyruszył z Nowej Zelandii po raz drugi na Pacyfik. Celem było ponownie poszukiwanie południowego kontynentu. „Resolution” dotarł do szerokości geograficznej 67°S, ale 22 grudnia z powodu gęstej mgły, zimna, silnego wiatru i utrzymującej się na powierzchni wody pokrywy lodowej musiał zawrócić. Przez blisko miesiąc statek płynął na północny wschód, po czym w połowie stycznia znów został skierowany na południowy wschód. 30 stycznia 1774 roku osiągnięto szerokość geograficzną 71°10′S, po czym ponownie zawrócono. Cook uznał, że dalsza podróż – choć możliwa – byłaby zbyt niebezpieczna. Doszedł też do wniosku, że nawet jeśli dalej na południe znajduje się jakiś ląd, to jest on w całości pokryty lodem. Nie zdecydował się jednak na zakończenie ekspedycji w tym miejscu, chcąc jeszcze przeprowadzić szereg badań na Oceanie Spokojnym. Najpierw skierował się na północny wschód, później zaś zmienił kurs na północny zachód. W lutym Cook ciężko zachorował, a obowiązki kapitana przez kilka tygodni sprawował pierwszy oficer Robert Cooper.
11 marca członkowie ekspedycji dotarli do Wyspy Wielkanocnej i spędzili tam 5 dni. W tym czasie oficerowie Pickersgill i Wales przemierzyli wyspę i dokonali opisu jej środowiska naturalnego, tubylców oraz posągów moai wzmiankowanych już wcześniej przez odkrywcę wyspy, Jacoba Roggeveena, w 1722 roku. Następnie „Resolution” został skierowany na północny zachód, ku archipelagowi Markizów. 6 kwietnia został on osiągnięty. Odwiedzono tam 4 wyspy, kolejno: nowo odkrytą Fatu Huku (nazwaną przez Cooka jako Wyspa Hooda), Moho Tani (wówczas znaną jako San Pedro), Hiva Ona (Dominica) oraz Tahuata (Santa Christina). Na ostatniej z nich zatrzymano się na kilka dni i nawiązano kontakty z tubylcami. Doszło tam też do incydentu, w wyniku którego zastrzelono jednego z mieszkańców wyspy. Cook zapisał w swoim pamiętniku, że był on winny kradzieży, a jego śmierć nie była efektem celowego działania załogi.
17 kwietnia, kierując się na południowy zachód, Cook dotarł do Wysp Króla Jerzego w archipelagu Tuamotu. Kolejnego dnia dokonał odkrycia nowych atoli, które nazwał Wyspami Pallisera na cześć swojego przyjaciela, admirała Hugh Pallisera. Według ustaleń Cooka w skład tej grupy wchodziły 4 wyspy – zgodnie z dzisiejszą wiedzą jest ich więcej. 21 kwietnia zaś „Resolution” po raz drugi podczas tej wyprawy dotarł do zatoki Matavai na Tahiti. Pobyt na wyspie potrwał do połowy maja, po czym odwiedzone zostały ponownie Huahine i Raiatea. Następnie Cook ponownie pokierował wyprawą ku Nowej Zelandii, lecz tym razem trasą wiodącą nieco bardziej na zachód. Droga wiodła między innymi przez Archipelag Haʻapai. Cook odkrył i szczegółowo opisał w tym czasie Nową Kaledonię oraz wyspę Norfolk.

### Powrót do Anglii
10 listopada 1774 roku załoga „Resolution” opuściła Nową Zelandię po raz ostatni i udała się w drogę powrotną. 17 grudnia dopłynięto do zachodnich wybrzeży Ameryki Południowej, a przed końcem roku opłynięto Przylądek Horn. W drodze powrotnej odkryto jeszcze Georgię Południową i Sandwich Południowy. 30 lipca 1775 roku „Resolution” powrócił do Portsmouth.

## Następstwa
Wyprawa Cooka przyczyniła się do osłabienia zainteresowania poszukiwaniem kontynentu południowego. Sam Cook za swe dokonania został przyjęty do Royal Society i uhonorowany Medalem Copleya. W rok po powrocie z drugiej wyprawy wyruszył w trzecią, podczas której – w 1779 roku – zmarł.